# Хайкина, Дора Григорьевна
Дора Григорьевна (Гиршевна) Хайкина (первоначально Дебора Гирш-Калмановна Хайкина; 1913, Чернигов — 2006, Хайфа) — еврейская писательница, поэтесса. Писала на идише.

## Биография
- В 1932 году окончила Киевский планово-экономический техникум.
- С 1932 год по 1936 год работала в Институте пролетарской еврейской культуры АН УССР.
- В 1993 году переехала в Израиль.

Муж — еврейский писатель Ихил Шмулевич Фаликман (1911—1977).

## Память
В 1993 году на 80-летие поэтессы в Доме литераторов в Киеве состоялся торжественный вечер, посвященный её юбилею (к тому времени она уже жила в Израиле).

## Творчество
- Следующие книги были изданы на Украине (на идише):

- «Лидер» («Стихи», 1938)
- «Лидер ун баладес» («Стихи и баллады»), 1941)
- «Фун але майне вегн» («Из всех моих дорог», 1975)
- Сборник рассказов и новелл «Люциес либе» («Люцина любовь»), 1983)
- Сборник очерков «Брив цу куменлихе дойрес» («Письма к будущим поколениям»), 1988)

- В переводе на украинский язык были изданы следующие поэтические сборники:

- «Жизнь идет» (1962);
- «Конец лета» (1968);
- «Цветы заснеженных гор» (1975);
- «Стихотворения» (1979);
- Книга прозы «Мрійниця» («Мечтательница») (1981);
- «Избранное» (1983);
- «Благодарность» (1984).